# Закон о натурализации 1798 года
Закон о натурализации 1798 года (англ. Naturalization Act of 1798) — закон США, принятый Конгрессом и подписанный президентом Джоном Адамсом 18 июня 1798 года, для внесения поправок в периоды уведомления в предыдущем Законе о натурализации 1795 года. Это был первый из пакета законов, известных как «Законы об иностранцах и подстрекательстве к мятежу».
В данном законе был увеличен период проживания, необходимый иностранцам, чтобы стать натурализованными гражданами в Соединённых Штатах, с 5 до 14 лет, а срок действия уведомления о намерениях стать гражданином США — с 3 до 5 лет.

## История
Несмотря на то, что закон был принят под предлогом защиты национальной безопасности, большинство историков приходят к выводу, что на самом деле он был направлен на сокращение числа граждан и, следовательно, избирателей, которые не соглашались с Партией Федералистов. В то время большинство иммигрантов поддерживали Томаса Джефферсона и демократов-республиканцев, политических соперников Федералистов. Однако это имело лишь ограниченный эффект, поскольку многие иммигранты поспешили натурализоваться до того, как данный закон вступил в силу, и штаты могли в то время принимать свои собственные более мягкие законы о натурализации. В то же время закон вызвал споры даже вреди самих Федералистов, поскольку многие из них опасались, что он будет препятствовать иммиграции. Он был впоследствии отменён в 1802 году Законом о натурализации 1802 года, который восстановил место жительства и период уведомления в соответствии с предыдущим Законом о натурализации 1795 года.
Данный закон является первым, в котором вёлся учёт иммиграции и проживания, а также предоставлялись свидетельства о проживании для белых иммигрантов-иностранцев с целью установления даты прибытия для последующего получения права на гражданство.